# Xoc de punys

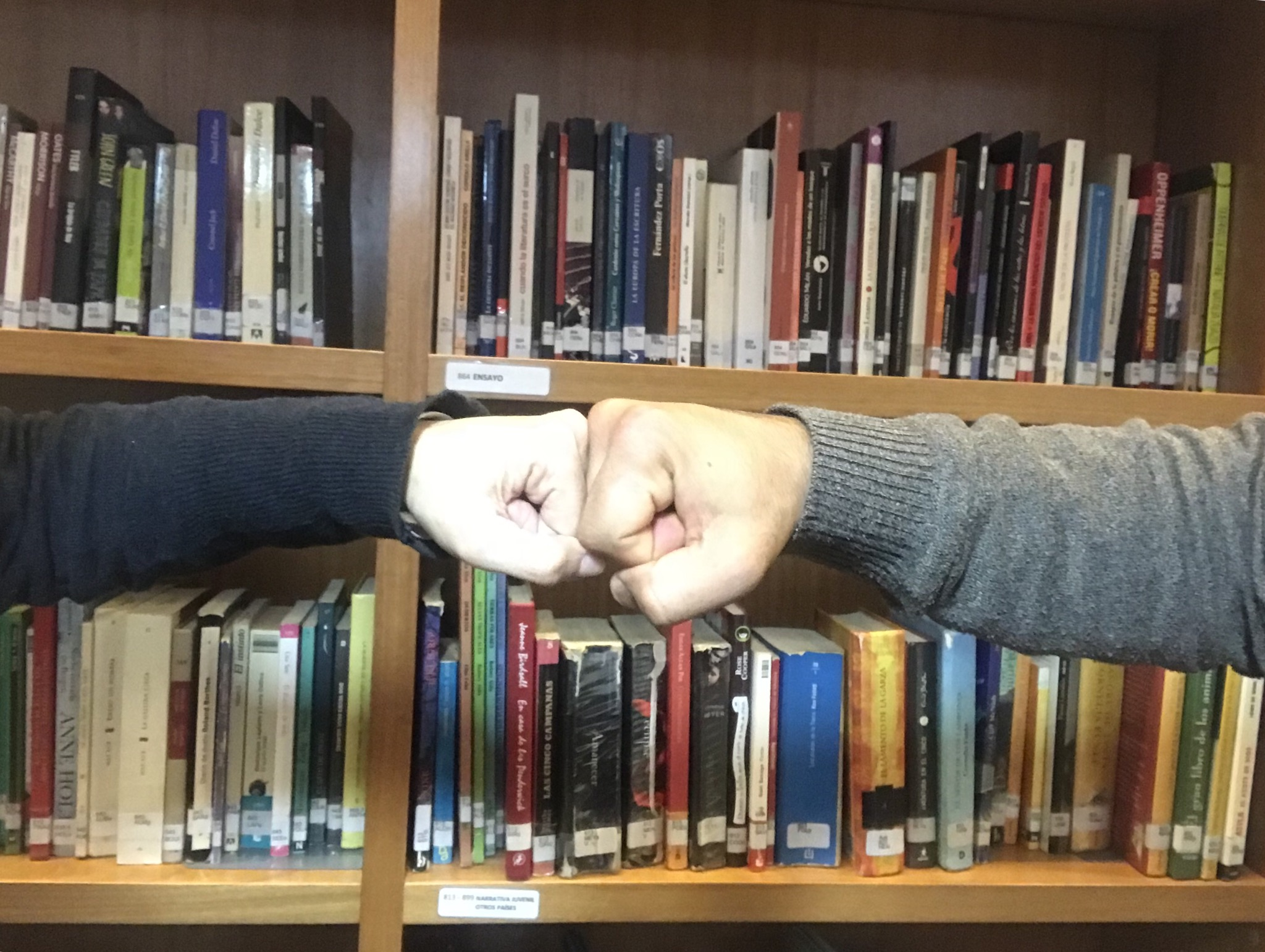
Xoc de punys

Xoc de punys

Xoc de punys, és un gest de salutació, respecte i celebració, realitzada per dues persones de manera informal en el qual dues s'aixequen sobre punys tancats per donar un xoc recolzant els artells.
La salutació pot usar-se normalment per comunicar satisfacció mútua o per felicitar a algú. A la fi de segle XVIII els joves de Nova York el van adoptar com a salutació entre colles, encara que avui la salutació denota fraternitat i es dona entre persones de confiança.

En esports com el beisbol, cricket, boxa i hoquei s'usa com a celebració entre companys d'equip i com salutació entre jugadors opositors a el principi o final d'un joc. Al boxa del començament d'aquesta pràctica es remunta a finals de segle xix quan els esportistes eren instruïts per tocar els guants del contrari a l'inici de la contesa. Això ràpidament es va convertir en la salutació habitual entre els boxejadors dins i fora de l'ring. En 14 de març de 2020, el boxejador britànic Dereck Chisora xoco punys a Londres, després de la roda de premsa de presentació del combat contra l'ucraïnès Olek Usyk.

En la cultura dels dibuixos animats és famós la salutació dels Bessons Fantàstics, superherois de Hanna-Barbera que xoquen els seus artells. En els videojocs trobem a l'marine de DOOM que li aixeca el braç amb tota cura, li orienta la mà adequadament i fa un xoc de punys amb el seu col·lega.
La salutació ha estat usat pel Dalai-lama, així com pels expresidents nord-americans Barack Obama i George Bush. Obama ha saludat amb xoc de punys a diferents personalitats com: Aretha Franklin, Greta Thunberg, David Karp, entre d'altres.
També la seva dona Michelle Obama en el tancament de la seva campanya el 2008.
Des 2020, inici de la pandèmia de covid és el xoc de punys la salutació que es va tornar habitual al president de uruguaià Luis Lacalle Pou.
També els presidents Sebastián Piñera, Narendra Modi, Alberto Fernández, Joe Biden, Moon Jae-in entre d'altres.

## Estudis
Un estudi de la Universitat d'Aberystwyth a Regne Unit, assegura que la manera més higiènica de saludar a altres persones és el xoc de punys, per sobre el encaixada de mans o xocar els cinc. La raó és el xoc de punys disminueix els riscos de transmissió de gèrmens.
El lleu frec dels artells tot just transmet la vintena part de microorganisme que una encaixada de mans.
A la llum de la pandèmia de grip H1N1 el 2009, el degà de la Universitat de Calgary va suggerir que el xoc de punys podria ser un bon reemplaçament de l'encaixada de mans en un esforç per prevenir la transmissió de l' virus.
El 2020, va ser repetit el mateix escenari durant la pandèmia de COVID-19 on el saludar-nos amb xoc de punys assenyalar la nostra intenció és ser amigable sense generar riscos per a la salut.
S'ha observat un comportament de xoc del puny a ximpanzés segons un llibre publicat per Margaret Power en 1991.